# Johan Gadolin
Johan Gadolin, född 5 juni 1760 i Åbo, död 15 augusti 1852 på Sunila säteri i Virmo socken, var en svensk och sedermera finländsk kemist, fysiker och professor vid Kungliga Akademien i Åbo 1798-1822. Johan Gadolin var son till Jakob Gadolin och bror till Gustaf Gadolin.
Han upptäckte grundämnet yttrium 1794 och har fått grundämnet gadolinium uppkallat efter sig.

## Biografi
Johan Gadolin var son till Jakob Gadolin och Elisabeth Browallius, dotter till Johan Browallius och Elisabeth (Kippius) Ehrenholm. 1775 började han studera kemi, först i Åbo och sedan, under Torbern Bergmans ledning, i Uppsala, där han 1782 promoverades till filosofie magister. Han var nära vän med Johan Gottlieb Gahn och Carl Wilhelm Scheele. 
Sina första självständiga arbeten offentliggjorde han 1784 i disputationen De theoria caloris corporum specifici, 1784, och en uppsats om kroppars absoluta värme. Tack vare dessa arbeten utnämndes Gadolin 1785 till extra ordinarie adjunkt i filosofiska fakulteten i Åbo och kort därefter till extra ordinarie professor. 1786-1788 gjorde Gadolin en utlandsresa. Bland annat utförde han då tillsammans med Adair Crawford en serie försök över isens specifika och latenta värme, vilka han efter sin hemkomst ytterligare utökade med en mängd nya försök. Dessa offentliggjordes 1792. De värden för vattnets och isens latenta och specifika värme, som han där meddelade, var de dittills noggrannaste bestämningarna av dessa konstanter och hade stort värde. 
Under den närmast följande tiden utgav Gadolin många avhandlingar. De visar stor självständighet och hade stort inflytande på samtidens forskning, särskilt den om förbränningens natur (Einige Bemerkungen über die Natur des Phlogiston, i Crells "Annalen", 1788), vilken ännu under första decenniet av 1800-talet omfattades även av Jacob Berzelius. 
Av stor vikt är hans studier av ett mineral från Ytterby gruva (Undersökning av en svart tung stenart ifrån Ytterby stenbrott i Roslagen, Vetenskapsakademiens handlingar, 1794), i vilket han upptäckte ett nytt grundämne, yttrium. 1794 utgav han en Inledning till chemien.
Något senare uppträdde han med en serie akademiska avhandlingar (även i tysk översättning i Crells "Annalen" 1802-03) till försvar för särskilda viktiga punkter i Lavoisiers lära, mot vilka invändningar gjorts av två utmärkta tyska kemister, Crell och Leopold Gmelin. 
Gadolin var också verksam utanför den vetenskapliga forskningen. I samtida fosterländska företag var han livligt intresserad; bland annat utgick tanken på Finska hushållningssällskapets stiftande först från honom. I detta sällskaps handlingar finns av honom bl.a. en 1802 prisbelönad uppsats, utgörande svar på sällskapets prisfråga "Hvilka slöjder och manufakturer äro för våra finska städer de förmånligaste?" Redan 1789 hade Gadolin erhållit fullmakt som kemiprofessor i survivance, och han tillträdde detta ämbete 1798. Fyra år senare tog han avsked från professuren, men fortfor ännu några år att ha vård om universitetets mineralkabinett och att presidera för disputationer.
Gadolin kallades år 1790 till ledamot av Kungliga Vetenskapsakademien och år 1843 till hedersledamot av Finska Vetenskaps-Societeten. Dessutom var han medlem av ett stort antal övriga akademier, bl.a. de i St. Petersburg, Dublin, Göttingen och Uppsala

## Utmärkelser
- Asteroiden 2638 Gadolin[10]

- Sankt Vladimirs orden, fjärde klassen[8]
- Sankt Vladimirs orden, tredje klass[8]
- Sankt Annas orden, andra klass[8]

[Redigera Wikidata]